# 卡里·里斯塔宁
卡里·里斯塔宁（芬蘭語：Kari Ristanen，1958年7月27日—），芬兰男子越野滑雪运动员。他曾代表芬兰参加1984年和1988年冬季奥林匹克运动会越野滑雪比赛，获得一枚铜牌。